# Dieudonné Opota
Dieudonné Opota, né le 24 août 1979 à Okodo, en République démocratique du Congo, est un athlète français, spécialiste du saut en hauteur.

## Biographie
Il remporte trois titres de champion de France du saut en hauteur : deux en plein air en 2000 et 2002, et un en salle en 2001. 
Il détient le record de la République démocratique du Congo du saut en hauteur avec 2,16 m.

### Palmarès
- Championnats de France d'athlétisme :
  - vainqueur du saut en hauteur en 2000 et 2002.
- Championnats de France d'athlétisme en salle :
  - vainqueur du saut en hauteur en 2001

### Records
| Épreuve         | Performance | Lieu          | Date            |
| --------------- | ----------- | ------------- | --------------- |
| Saut en hauteur | 2,23 m      | Saint-Etienne | 13 juillet 2002 |